# Plasnes
 Plasnes  là một xã thuộc tỉnh Eure trong vùng Normandie miền bắc nước Pháp.

### Huy hiệu
| Arms of Plasnes | The arms of Plasnes are blazoned: Vert, 2 barrulets argent between 2 plane leaves in chief and 2 buckles in base Or, in the fess point in abisme a chapel argent shingled and pierced sable. |